# Ilsebill Pfenning
Ilsebill Elisabetta Pfenning, nach Heirat Fiechter (* 17. August 1916; † 19. Mai 1999) war eine Schweizer Hochspringerin, die zwischen 1936 und 1941 sechs Mal Schweizermeisterin wurde. 1941 egalisierte sie mit 1,66 m den bestehenden Weltrekord, was aber erst 1976 anerkannt wurde.

## Weltrekord 1941
Bei den Leichtathletik-Europameisterschaften 1938 in Wien wurde Ilsebill Pfenning mit 1,55 m Sechste. Ursprünglich war sie Siebte, sie rückte aber nach der Disqualifikation der Deutschen Dora Ratjen auf. Diese war in Wien mit 1,70 m Weltrekord gesprungen, was später aber annulliert wurde. Damit lebte die alte Bestleistung von 1,65 m wieder auf, die Jean Shiley und Mildred Didrikson bei den Olympischen Spielen 1932 aufgestellt hatten.
1939, nach der Revision der Weltrekordlisten sprang die Britin Dorothy Odam mit 1,66 m einen neuen Weltrekord. Diese Leistung wurde im März 1941 durch die Südafrikanerin Esther van Heerden eingestellt. Am 27. Juli 1941 übersprang dann Ilsebill Pfenning in Lugano 1,66 m. Das Wettkampfprotokoll dieses Wettkampfs wurde nicht beim Weltleichtathletikverband eingereicht, weil man beim Schweizer Verband davon ausging, dass der Weltrekord von Dora Ratjen von 1,70 m noch gültig sei. 
Erst in den 1970er Jahren entdeckte der Schweizer Leichtathletik-Historiker Fulvio Regli das Wettkampfprotokoll. Der Weltverband erkannte 1976 den Weltrekord offiziell an. Die Anerkennungsurkunde wurde Ilsebill Fiechter(-Pfenning) 1976 durch den Tessiner Kantonalverbandspräsidenten überreicht.
Ilsebill Pfenning war nach Mildred Didrikson die zweite Weltrekordlerin, die den Rollsprung sprang, alle anderen Hochspringerinnen ihrer Zeit verwandten den Schersprung.

## Weitere Erfolge
Neben ihrem sechsten Platz bei den Europameisterschaften 1938 war Ilsebill Pfenning von 1936 bis 1941 sechsmal Schweizer Meisterin im Hochsprung. Außerdem gewann sie 1938 und 1941 den 100-Meter-Lauf sowie 1940 den 60-Meter-Lauf bei den Schweizer Meisterschaften. 
Sie verbesserte den Schweizer Landesrekord in sechs Etappen von 1,50 m bis 1,66 m. 1969 übertraf Beatrice Graber die 1,66 m als Landesrekord, als Weltrekord war die Leistung bereits 1943 von der Niederländerin Fanny Blankers-Koen auf 1,71 m verbessert worden.

## Fussnoten
1. ↑  Ekkehard zur Megede: Progression of World Best Performances and official IAAF World Records. IAAF 1987. S. 333

| Personendaten    | Personendaten                                                                     |
| ---------------- | --------------------------------------------------------------------------------- |
| NAME             | Pfenning, Ilsebill                                                                |
| ALTERNATIVNAMEN  | Pfenning, Ilsebill Elisabetta (vollständiger Name); Fiechter, Ilsebill Elisabetta |
| KURZBESCHREIBUNG | Schweizer Hochspringerin                                                          |
| GEBURTSDATUM     | 17. August 1916                                                                   |
| STERBEDATUM      | 19. Mai 1999                                                                      |